# Зачарованная Десна (фильм)
«Зачарованная Десна» — советский фильм 1964 года, экранизация одноимённой автобиографической повести Александра Довженко, снятая его женой — режиссёром Юлией Солнцевой. На XIII Международном кинофестивале в Сан-Себастьяне фильм отмечен специальной наградой жюри.

## Сюжет
О детских годах известного советского кинорежиссера Александра Довженко, который родился на черниговской земле, у берегов Десны.
Фильм построен как воспоминания о детстве писателя-полковника, вместе с советскими войсками освобождающего Украину в годы войны.

## В ролях
- Самойлов Евгений — Александр Петрович, писатель, полковник
- Вова Гончаров — Сашко
- Бондаренко Евгений — Микола, его отец
- Кириенко Зинаида — Одарка, его мать
- Андреев Борис — дед Платон
- В. Орловский — дед Семён
- Ия Маркс — пробаба
- Александр Романенко — дядька Самойло
- Михаил Гладыш — Макар, жандарм
- Григорий Заславец — Савка
- Анатолий Юшко — Дробот
- Иван Жеваго — отец Кирилл
- Борис Юрченко — дьяк Лука
- Владимир Перепелюк — бандурист
- Воронин Вячеслав — Борис Троянда
- Гусев Владимир — Петро Колодуб, капитан
- Переверзев Иван — начальник строительства

## О фильме
Повесть написана Александром Довженко в 1954—1955 годах, но задумана ещё на фронте — под первыми набросками к повести стоит подпись: «Апрель 1942 года, действующая армия». Повесть была создана «явно для чтения, а не для экрана», но удалось экранизировать её так, «как, конечно, это было бы и у самого Довженко, доведись ему ставить „Зачарованную Десну“».

Фильм «Зачарованная Десна», как мне кажется, сохранил все основные черты поэтики Довженко и дал возможность советскому зрителю почувствовать удивительную прелесть его «зачарованного детства».— Григорий Рошаль

Фильмы Ю. Солнцевой «Повесть пламенных лет» и «Зачарованная Десна» патетичны, в них живет довженковская традиция высокой романтики в экранном раскрытии величия и стойкости советского воина-патриота.— киновед А. В. Караганов

## Интересный факт
Фрагмент кадра из фильма, изображающий лицо ребёнка, был использован для обложки альбома 1985 года «That Joke Isn’t Funny Anymore» британской рок-группы «The Smiths». Фотография была взята из киножурнала 1965 года, по словам лидера группы Моррисси, на этой фотографии «глаза ребёнка покрыты коркой обиды и преждевременной мудрости».